# Bembecia abromeiti
Bembecia abromeiti is een vlinder uit de familie wespvlinders (Sesiidae), onderfamilie Sesiinae.
Bembecia abromeiti is voor het eerst wetenschappelijk beschreven door Kallies & Riefenstahl in 2000. De soort komt voor in het Palearctisch gebied.